# Línea 1 (Santa Fe)
La Línea 1 es una línea de transporte urbano de pasajeros perteneciente al Gobierno de la Ciudad de Santa Fe, Argentina. Este servicio está actualmente operativo y bajo la concesión, desde el año 2008, por el grupo ERSA Urbano. Esta línea conecta a los barrios del sector noroeste con el casco histórico de la ciudad, pasando por el Rectorado Y Facultad de derechos de la Universidad Nacional del Litoral, Municipalidad de la ciudad de Santa Fe, Tribunales Provinciales, Casa de gobierno, Centro Cívico, Centro Cultural "La esquina Encendida".
En su servicio diferencial, llamado Línea 1 por Cabal o Línea 1 bis, sale de su recorrido habitual de ida por barrio Juventud del Norte para ingresar al corazón de barrio Cabal para brindar un amplio servicio al mismo y además para los vecinos de barrio Las Lomas, a pocas cuadras de donde circula este ramal.

## Recorridos

### Línea 1
Actualizado al 19 de febrero de 2022
 Servicio diurno y nocturno
Recorrido de ida
Bv. Berutti y Larrechea, Furlong; Pedroni; Grierson; Cibils; Furlong Cardiff; Berutti; Viñas; Larrea; Ayacucho; av. Blas Parera; Millán Medina; Regimiento 12 de Infantería; Estrada; Castelli; av. Facundo Zuviría; Mariano Comas; 1.º de Mayo; Moreno; San Jerónimo; Entre Ríos y 9 de Julio.
Recorrido de vuelta
Entre Ríos; 9 de julio: Av. Facundo Zuviria; E. Zeballos; Estrada; Regimiento 12 de Infantería; Millán Medina; av. Blas Parera; Ayacucho; Cafferata; Larrea; Viñas; Berutti; Furlong Cardiff; Cibils; Grierson; Pedroni; Furlong; Bv. Berutti y Larrechea (PARADA).

### Línea 1 bis (Bº Cabal)
Actualizado al 19 de febrero de 2022
 Servicio diurno y nocturno.
Recorrido de ida
De recorrido habitual por Ayacucho; Lehmann; Padre Genesio; Chiclana; Servando Bayo; Castelli; Castañaduy; Vieytes; av. Blas Parera; Castelli a recorrido habitual.
Recorrido de vuelta
De regreso de recorrido habitual por E. Zeballos; av. Blas Parera; Vieytes; Castañaduy: Castelli Servando Bayo; Chiclana; P. Genesio; Lehmann; Ayacucho a recorrido habitual.